# Yllenus robustior
Yllenus robustior là một loài nhện trong họ Salticidae.
Loài này thuộc chi Yllenus. Yllenus robustior được Jerzy Prószyński miêu tả năm 1968.